# Calle Monteagudo (Tucumán)
La Calle Bernardo de Monteagudo es una calle de San Miguel de Tucumán, Tucumán, Argentina. Se extiende desde la avenida 24 de septiembre y Entre Ríos hasta la avenida Francisco de Aguirre. Lleva el nombre de Bernardo de Monteagudo, quien fue un político y militar tucumano que participó en las guerras de independencia latinoamericanas en Argentina, Chile y Perú.

## Historia
La calle fue creada con el trazado original de la ciudad en 1685, siendo extendida hacia el norte tras el ensanche de 18,30 metros de ancho de las calles de la ciudad en la intendencia de José Padilla en 1887. Durante el siglo XX se asentaron diversas instituciones sobre la calle, como el Sanatorio Pasquini, el edificio del Banco Municipal de Tucumán (actual Concejo Deliberante), el Cine Atlas o el Club Atlético Estudiantes de basquetbol.
En 1988 la calle Monteagudo, junto a otras calles del centro tucumano, cambió de sentido por razones de mayor fluidez en la circulación vehicular al pasar a tener sentido sur-norte. En 2018 se propuso implementar carriles exclusivos para colectivos en esta arteria, además de otras calles de la capital. En 2024 se implementó, en marco del Plan Integral de Movilidad Urbana capitalino, se crearon carriles exclusivos para transporte público colectivo en la calle entre 24 de septiembre y Santiago del Estero.

## Sitios de Interés
A lo largo de esta calle se desarrollan varios lugares de interés y emblemáticos:
- Sanatorio Pasquini
- Concejo Deliberante de San Miguel de Tucumán
- Sociedad Aguas del Tucumán
- Cine Atlas
- Hotel Presidente
- Instituto San Miguel
- Colegio Mark Twain
- Sanatorio San Lucas
- Club Atlético Estudiantes